# Gilles Rhéaume
 (décembre 2011).
Si vous disposez d'ouvrages ou d'articles de référence ou si vous connaissez des sites web de qualité traitant du thème abordé ici, merci de compléter l'article en donnant les références utiles à sa vérifiabilité et en les liant à la section « Notes et références ».
Gilles Rhéaume (né le 25 octobre 1951, mort le 8 février 2015) est une personnalité politique, un militant nationaliste québécois et un ancien président de la Société Saint-Jean-Baptiste de Montréal de 1981 à 1985. Gilles Rhéaume était professeur de philosophie,  directeur de l’Institut d’études des politiques linguistiques, président de la Conférence des peuples de langue française (CPLF, 1982-1985) et président du Mouvement souverainiste du Québec.

## Politique
Il devient membre du Rassemblement pour l’indépendance nationale (RIN) à l'âge de 15 ans. Il collabore à la campagne électorale du RIN en 1966.
Connu pour ses interventions lors de l'affaire de ce que les indépendantistes québécois appellent la nuit des longs couteaux, il avait fait paraître une annonce dans Le Devoir où il accusait de trahison 68 députés en faveur du rapatriement de la constitution canadienne. Poursuivi pour libelle en compagnie de Guy Bouthillier (ou au nom de la Société Saint-Jean Baptiste de Montréal ?), il a été blanchi après dix-neuf ans de procédures judiciaires en 2003.
À la fin des années 1980, il remplace Denis Monière comme chef du Parti indépendantiste (celui ayant été fondé en 1985, contrairement au nouveau de 2007). Il en demeura le chef jusqu'à sa dissolution en 1990.
En 2004, il fonde la « Ligue contre la francophobie canadienne », publie dans Vigile.quebec et participe au Conseil de la souveraineté.
En 2006, il porte à nouveau plainte auprès de la police de Toronto à la suite de la publication d'une chronique de Barbara Kay qui affirmait que la gauche québécoise était complaisante face au Hezbollah.
Rhéaume a poursuivi jusqu’à la fin de sa vie son militantisme indépendantiste. Dans les dernières années, il a été invité plusieurs fois comme conférencier par des branches de la SSJB, dont un évènement intitulé Hommage à Gilles Rhéaume en janvier 2015, pour célébrer 50 ans de militantisme.